# 언디스퓨티드 2
《언디스퓨티드 2》(영어: Undisputed II: Last Man Standing)는 미국에서 제작된 이츠하크 플로렌틴 감독의 2006년 무예 액션 비디오 영화이다. 《언디스퓨티드》(2002)의 속편이자 언디스퓨티드 프랜차이즈 두 번째 작품이다. 마이클 자이 화이트 등이 출연하였고, 보아즈 다비드손 등이 제작에 참여하였다.
속편으로 《언디스퓨티드 3》(2010), 《보이카: 언디스퓨티드 파이널》(2017)이 있다.

## 출연진
- 마이클 자이 화이트
- 스콧 애드킨스
- 엘리 단케르
- 벤 크로스
- 마크 이바니어
- 켄 러너
- 발렌틴 가네프
- 미하일 엘라노프
- 벨리자르 비네프

## 기타 제작진
- 배역: 로즈메리 웰든
- 의상: 카탸 이바노바
- 무술 감독: J. J. 페리